# Mikulovská vinařská podoblast

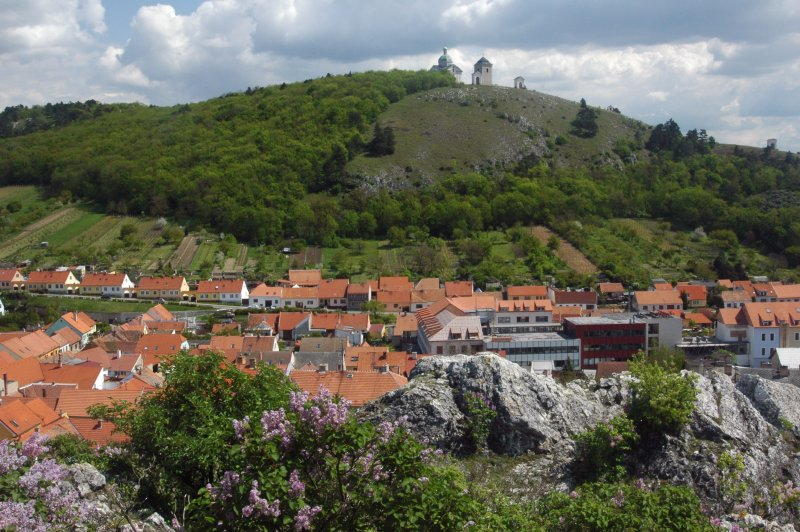
Mikulov

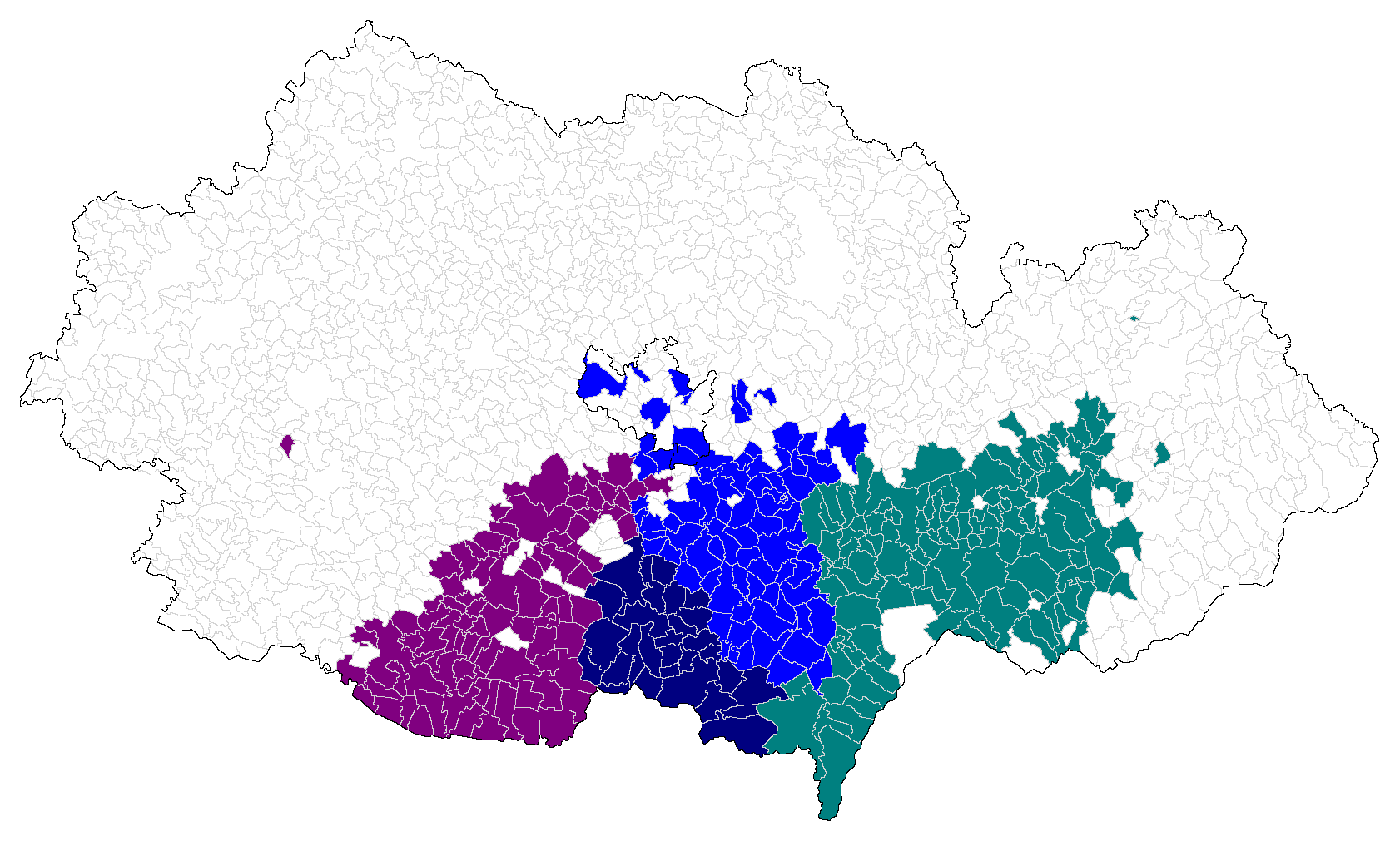
Mikulovská podoblast (tmavě modře) na mapě moravské vinařské oblasti

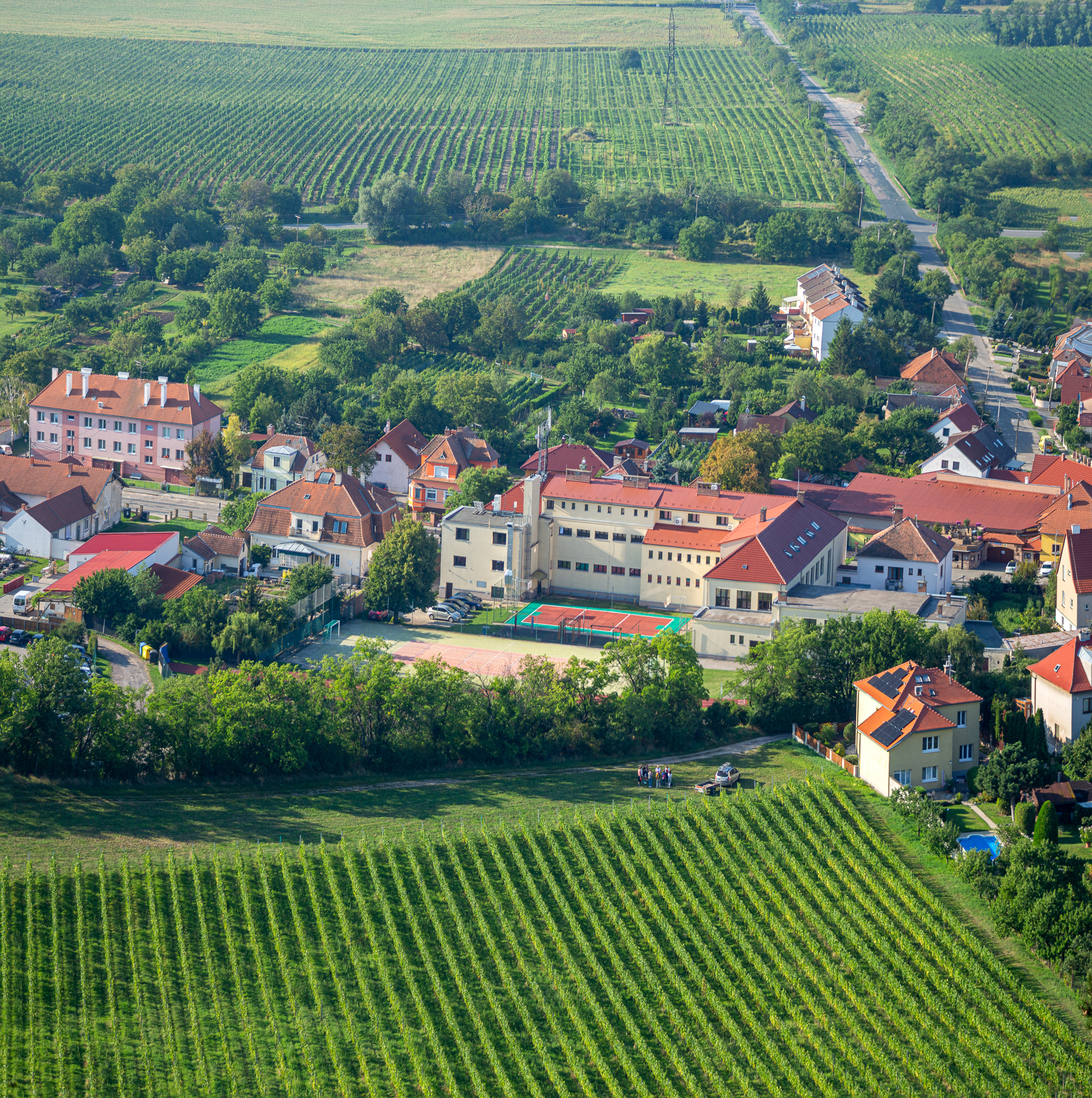
Mikulovské vinice ze Svatého kopečku

Mikulovská vinařská podoblast leží ve vinařské oblasti Morava a je tvořená částmi okresů Břeclav a Brno-venkov. 
V roce 2024 zahrnovala vinařská podoblast 30 vinařských obcí, 1819 pěstitelů a 185 viničních tratí, vlastní plocha vinic činila 4992 ha. Tato podoblast vznikla v květnu 2004 v souvislosti s novým uspořádáním vinařských oblastí, které přinesl vinařský zákon č. 321/2004 Sb. a jeho prováděcí vyhláška č. 324/2004 Sb.
Významnými vinařskými obcemi v této podoblasti je město Mikulov a dále pak obce Valtice, Novosedly, Drnholec, Brod nad Dyjí, Dolní Dunajovice, Sedlec, Popice, Horní Věstonice, Dolní Věstonice, Lednice. Kulturním a vinařským centrem je obec Pavlov, kde se nachází obecní vinotéka s nabídkou produktů místních vinařů.  
Mikulovská vinařská podoblast a CHKO Pálava je častým cílem cykloturistiky a vinařské turistiky. Nachází se zde Pavlovské vrchy, na jejichž svazích se rozkládají vinice. Do Mikulovské vinařské podoblasti též spadá téměř celý Lednicko-valtický areál, který je od prosince 1996 zapsaný do Seznamu světového kulturního dědictví UNESCO. 
Z pěstovaných odrůd lze jmenovat především Pálavu, Ryzlink vlašský, Ryzlink rýnský, Sylvánské zelené, Rulandské bílé, Rulandské šedé, Rulandské modré a Chardonnay.

## Seznam vinařských obcí a viničních tratí
Seznam vinařských obcí a viničních tratí podle vyhlášky č. 80/2018 Sb.:
| Vinařská obec    | Okres       | Viniční tratě |
| ---------------- | ----------- | --- |
| Bavory           | Břeclav     | Pod Pálavou, Slunečná, Růžová, Maliny, Anenský vrch, U rybníčka, Pod státní |
| Brod nad Dyjí    | Břeclav     | Lusy, Dunajovický kopec, Brodské stráně |
| Březí            | Břeclav     | Ořechová hora, Liščí vrch |
| Bulhary          | Břeclav     | Nad sklepy, Doubrava, Na pískách, Panské, Podlesí, Zahrady |
| Dobré Pole       | Břeclav     | Brodsko, Rosentické, Staré, Daniel |
| Dolní Dunajovice | Břeclav     | Ořechová hora, Pod Slunným vrchem, Dunajovský kopec, Kraví hora, Mlýnská, Zimní vrch, Plotny |
| Dolní Věstonice  | Břeclav     | Za humny, U kapličky, Pod Pálavou, U třech panen |
| Drnholec         | Břeclav     | U křížku, Výsluní, Šibeniční vrch, Sluneční vrch, Hajdy na jamách, Šternberg |
| Hlohovec         | Břeclav     | Stará hora, Deliče, Šulaperk |
| Horní Věstonice  | Břeclav     | Pod Martinkou, Pod Děvínem, U Venuše |
| Ivaň             | Brno-venkov | Aeibis |
| Jevišovka        | Břeclav     | Stará hora, Dražice, Rebry |
| Klentnice        | Břeclav     | Bavorsko, Stará hora, Pod Klentnicí, Pod lomem, Nad sv. Leonardem |
| Lednice          | Břeclav     | Končiny, Terasy, U Červené studánky, Hlohovsko, Ve starých, Na Valtické, Farské |
| Mikulov          | Břeclav     | Pod Svatým kopečkem I, Pod Svatým kopečkem II, Valtická, Pod valtickou, Milovická, Za cihelnou, Mariánský kopec, Šibeniční vrch, Pod Mušlovem, Turold, Brněnská, Za Turoldem, Svatá, Kienberg |
| Milovice         | Břeclav     | Nad rybníkem, Špičák, U cihelny, Pod strážným vrchem, Strážný vrch, Milovické terasy, Nad sklepy |
| Novosedly        | Břeclav     | U božích muk, Stará hora, Růžová hora, Nad Sklepy, Slunečná, Janův vrch, Kamenný vrch |
| Nový Přerov      | Břeclav     | Na štrekách, Langewarte |
| Pasohlávky       | Brno-venkov | Římský vrch, Ovčárna, U akátového lesa |
| Pavlov           | Břeclav     | Pod Pannama, Nad jezerem, Pod Pálavou, Slunný vrch, U Božích muk, Nová hora, Stará hora, Na výsluní, Sahara |
| Perná            | Břeclav     | Věstonsko, U Spálené hospody, Purmice, Goldhamer, Železná, Kotelná, Levá klentnická, Pravá klentnická, Nad sokolovnou, U Mikuláška, Bergrus, U Boží muky, Na statkách, Levá Bavorská, Pravá Bavorská, U kapličky, Zahrady |
| Pohořelice       | Brno-venkov | Karlovy kopce, Staré vinohrady, Vlasaticko, Drnholecko, Vinohrádky, Kamínka |
| Popice           | Břeclav     | Ráfle, Mitrberk, Stará hora, Svidrunk, Panenský kopec, Unédy, Sonberk, Písky |
| Pouzdřany        | Břeclav     | Kolby, Stará hora, Grunty |
| Přibice          | Brno-venkov | Vinohrady, Přední, Podsedky, Čtvrtky |
| Sedlec           | Břeclav     | U třešňové aleje, Stolová hora, Zátiší-Hliník, Kotel, Nad Nesytem, Štabery, Sedlecko, U Ovčárny |
| Strachotín       | Břeclav     | Nad sklepy, Šusfeldy, U hřiště, Kolimberk, Kraví hora |
| Valtice          | Břeclav     | Kamenné hory, Hůrka, Pod Sluneční horou, Sonnenberg, Nad mlýnem, Pánský kopec, Za humny, Staré hory, U cihelny, Jižní svahy, Nad peklem, Terasy u Křížového sklepu, Pod Reistnou, Knížecí vyhlídka, Hintertály, Jižní svahy, Terasy u hranic, Sacny, Kačisdorfské pole, Horní čtvrtě, Culisty-Dlúhé, Hájky, U sv. Anny, Fojtova studna |
| Vlasatice        | Brno-venkov | Novoveské vinohrady, Branišovské vinohrady, Pohořelické vinohrady |
| Vranovice        | Brno-venkov | Vinohrádky, Podsedky, Žlebské, Kopečky |